# Granada CF
Granada Club de Fútbol – hiszpański klub piłkarski, w sezonie 2024/25 grający w Segunda División, mający siedzibę w mieście Grenada, leżącym w Andaluzji.

## Historia
Klub powstał 14 kwietnia 1931 roku jako Recreativo de Granada. Pierwszym prezydentem klubu został Julio López Fernández. Swoje pierwsze spotkanie Granada rozegrała przeciwko drużynie Deportivo Jaén i wygrała 2:1. Pierwszego, historycznego gola dla Granady zdobył Antonio Bombillar. W 1932 roku Granada wygrała rozgrywki Tercera Regional – Región Sur. Po kilku kolejnych awansach w 1941 roku zespół stał się członkiem Primera División. Od tego czasu do końca lat 70. Granada występowała naprzemiennie w Primera i Segunda División. W 1972 i 1974 roku zajęła 6. miejsce w La Liga, najwyższe w swojej historii.
W 1959 roku Granada osiągnęła sukces w Copa del Generalísimo (obecnie Puchar Króla). Dotarła do finału, w którym przegrała 1:4 z FC Barcelona. Do 2002 roku zespół grał głównie w Segunda División B, a następnie został zdegradowany do Tercera División. Od 2006 roku ponownie gra w Segunda División B. W 2010 roku Granada awansowała po barażach do Segunda División, a 18 czerwca 2011 roku do Primera División, eliminując w barażach Celtę Vigo oraz Elche CF.

### Sezony
Stan na 11 czerwca 2022.
- 26 sezonów w Primera División
- 33 sezonów w Segunda División
- 22 sezonów w Segunda División B
- 5 sezonów w Tercera División

## Sukcesy
- Primera División
  - 6. miejsce (2): 1972, 1974.
- Segunda División
  - mistrzostwo (4): 1941, 1957, 1968, 2023.
  - wicemistrzostwo (3): 1940, 1941, 1966.
- Segunda División B
  - mistrzostwo (2): 1983, 2000.
- Tercera División
  - mistrzostwo (3): 1934, 2004, 2006.
- Copa del Generalísimo
  - finalista (1): 1959.
- mistrzostwo Segunda División B: 2010.

## Reprezentanci kraju grający w klubie
- Fernando Barrachina
- Capi
- Ángel Castellanos
- Antonio de la Cruz
- Eugenio Leal
- Alfredo Megido
- José Mingorance
- Pahiño
- Rafael Paz
- Pirri
- César Rodríguez
- Thomas Parits
- Jaime Ramírez
- Brian Chrøis
- Prince Koranteng Amoako
- Carlos Gomes
- Juan Agüero
- Juan Antonio González
- Ladislao Mazurkiewicz
- Julio Montero Castillo
- Myrto Uzuni
- Shon Weissman

## Obecny skład
Stan na 26 lipca 2024
| Nr | Poz. | Piłkarz                                         |
| -- | ---- | ----------------------------------------------- |
| 1  | BR   | Marc Martínez                                   |
| 3  | OB   | Miguel Ángel Brau                               |
| 4  | OB   | Miguel Rubio                                    |
| 5  | OB   | Pablo Insua                                     |
| 6  | PO   | Martin Hongla                                   |
| 7  | NA   | Lucas Boyé                                      |
| 9  | NA   | Shon Weissman                                   |
| 10 | PO   | Giorgi Citaiszwili (wypożyczony z Dynamo Kijów) |
| 11 | NA   | Myrto Uzuni                                     |
| 12 | OB   | Ricard Sánchez                                  |
| 13 | BR   | Luca Zidane                                     |
| 14 | OB   | Ignasi Miquel                                   |

| Nr | Poz. | Piłkarz                                    |
| -- | ---- | ------------------------------------------ |
| 15 | OB   | Carlos Neva                                |
| 17 | NA   | Theo Corbeanu                              |
| 18 | PO   | Kamil Jóźwiak                              |
| 19 | NA   | Famara Diédhiou                            |
| 20 | PO   | Sergio Ruiz                                |
| 21 | PO   | Óscar Melendo                              |
| 24 | PO   | Gonzalo Villar                             |
| ?  | OB   | Rubén Sánchez (wypożyczony z RCD Espanyol) |

### Piłkarze na wypożyczeniu
| Nr | Poz. | Piłkarz |
| -- | ---- | ------- |

| Nr | Poz. | Piłkarz |
| -- | ---- | ------- |

## Europejskie puchary
Legenda do wszystkich tabel:
- Q – runda eliminacyjna, 1/16, 1/8, 1/4, 1/2 – odpowiednia faza rozgrywek, Grupa – runda grupowa, 1r gr – pierwsza runda grupowa, 2r gr – druga runda grupowa, F – finał, R – runda, PO – play-off
- k. – rzuty karne, los. – losowanie, Dogr. – dogrywka, w. – zasada bramek strzelonych na wyjeździe

| Sezon   | Rozgrywki   | Runda   | Klub               | Dom     | Wyjazd  | Ogólnie    |
| ------- | ----------- | ------- | ------------------ | ------- | ------- | ---------- |
| 2020/21 | Liga Europy | 2Q      | Teuta Durrës       | 4–0 (W) | 4–0 (W) | 4–0 (W)    |
| 2020/21 | Liga Europy | 3Q      | Lokomotiwi Tbilisi | 2–0 (D) | 2–0 (D) | 2–0 (D)    |
| 2020/21 | Liga Europy | PO      | Malmö FF           | 3–1 (W) | 3–1 (W) | 3–1 (W)    |
| 2020/21 | Liga Europy | Grupa E | PSV Eindhoven      | 0–1     | 2–1     | 2. miejsce |
| 2020/21 | Liga Europy | Grupa E | PAOK               | 0–0     | 0–0     | 2. miejsce |
| 2020/21 | Liga Europy | Grupa E | Omonia Nikozja     | 2–1     | 2–0     | 2. miejsce |
| 2020/21 | Liga Europy | 1/16    | SSC Napoli         | 2–0     | 1–2     | 3–2        |
| 2020/21 | Liga Europy | 1/8     | Molde              | 2–0     | 1–2     | 3–2        |
| 2020/21 | Liga Europy | 1/4     | Manchester United  | 0–2     | 0–2     | 0–4        |